# Ривера, Брэндон
Брэндон Смит Ривера Варгас (исп. Brandon Smith Rivera Vargas); (род. 21 марта 1996, Сипакира, Кундинамарка) — колумбийский профессиональный шоссейный велогонщик, выступающий с 2020 года за команду мирового тура «Team Ineos».

## Карьера
Брэндон Ривера в 2019 году выступал за  американскую континентальную  велокоманду  GW–Shimano, стал чемпионом в индивидуальной гонке на время на Панамериканском чемпионате по велоспорту. С 1 января 2020 года велогонщик присоединяется к команде мирового тура Ineos Grenadiers, контракт рассчитан на два года (2020 и 2021).

Брэндон Ривера: «Очень счастлив, что мне повезло присоединиться к команде – это золотой шанс. Команда Ineos с великолепным персоналом, тренерами и спонсорами – идеальное место для профессионального развития. Сбылась мечта стать частью невероятной команды, где выступают лучшие велогонщики мира. Я рос как маунтинбайкер, но я люблю подъёмы, разделки и однодневные гонки. Я готов помогать моим товарищам по команде, но также подготовлюсь к тому, чтобы пользоваться любой представившейся возможностью. Мои цели – учиться как можно больше. Я понимаю, что это будет мой первый год на уровне Мирового тура, что я буду выступать с опытными гонщиками. С нетерпением этого жду.».

## Достижения
2014
1-й  Летние юношеские Олимпийские игры — Генеральная классификация (вместе Джоном Родригесом) 
2017
4-й Игры малых государств Европы — Групповая гонка
2018
3-й Чемпионат Колумбии — Индивидуальная гонка U23
2019
1-й Чемпионат Панамерики — Индивидуальная гонка
4-й Панамериканские игры — Индивидуальная гонка
2020
4-й Чемпионат Колумбии — Индивидуальная гонка